# Chulum Chico
Chulum Chico är en ort i Mexiko.   Den ligger i kommunen Tila och delstaten Chiapas, i den sydöstra delen av landet, 700 km öster om huvudstaden Mexico City. Chulum Chico ligger 1 377 meter över havet och antalet invånare är 164.
Terrängen runt Chulum Chico är bergig västerut, men österut är den kuperad. Runt Chulum Chico är det ganska tätbefolkat, med 111 invånare per kvadratkilometer. Närmaste större samhälle är Chulum Juárez, 5,2 km söder om Chulum Chico. I omgivningarna runt Chulum Chico växer i huvudsak städsegrön lövskog.